# Großsporige Rauschbeer-Nacktbasidie
Die Großsporige Rauschbeer-Nacktbasidie (Exobasidium vaccinii-uliginosi) ist eine Pilzart aus der Familie der Nacktbasidienverwandten (Exobasidiaceae). Sie lebt als Endoparasit auf Rauschbeeren (Vaccinium uliginosum) und infiziert deren einjährige Sprosse. Symptom des Befalls durch die Dickporige Rauschbeer-Nacktbasidie ist das Auftreten des weißen Myzels an der Pflanzenoberfläche. Die Art ist in Nord- und Mitteleuropa nachgewiesen.

## Merkmale

### Makroskopische Merkmale
Die Großsporige Rauschbeer-Nacktbasidie ist mit bloßem Auge zunächst nicht zu erkennen, bis das weißliche Myzel auf der Unterseite von einjährigen Sprossen austritt und später die ganze Blattunterseite bedeckt.

### Mikroskopische Merkmale
Das Myzel der Großsporigen Rauschbeer-Nacktbasidie wächst interzellulär und bildet Saugfäden, die in das Speichergewebe des Wirtes wachsen. Basidien werden entweder einzeln oder in Büschen zwischen den Zellen der Pflanzenepidermis gebildet. Die Basidien sind lang, unseptiert und schmalkeulig, die Sporen hyalin und dünnwandig. Die Sporen werden für gewöhnlich 16–23 × 6–9 µm groß, ihre Maße bilden ein gutes Unterscheidungsmerkmal zu anderen Rauschbeer-Nacktbasidien.

## Verbreitung
In Europa umfasst die Verbreitung der Großsporigen Rauschbeer-Nacktbasidie arktische (Grönland, Island) sowie subalpine und alpine Regionen.

## Ökologie
Einziger bekannter Wirt der Großsporigen Rauschbeer-Nacktbasidie ist die Rauschbeere. Der Pilz ernährt sich von den im Speichergewebe der Pflanzen vorhandenen Nährstoffen, zunächst beschränkt auf die Blätter, schließlich dann auf der gesamten Pflanze. Die Übertragung von einer Pflanze zur nächsten erfolgt durch Sporenflug. Die Sporen keimen in Keimschläuchen oder Konidien, aus denen sich dann ein neues Myzel entwickelt.